# LeBaron Russell Briggs
Pour les articles homonymes, voir Briggs.
LeBaron Russell Briggs (11 décembre 1855 - 24 avril 1934) est un universitaire américain. Il est le premier doyen des hommes du Harvard College, puis est doyen de la faculté jusqu'à sa retraite. Il a été simultanément président du Radcliffe College et de la National Collegiate Athletic Association

## Biographie
Briggs naît à Salem, dans le Massachusetts, en 1855. Il est le fils du pasteur unitarien George Ware Briggs et de Lucia Jane Briggs née Russell,.

## Formation et carrière
Il fait ses études à Harvard, où il obtient les diplômes AB (en 1875) et AM (en 1882).
Il enseigne le grec puis l'anglais à Harvard, et est ensuite  professeur de rhétorique Boylston de 1904 à sa retrait en 1925. Briggs est doyen du Harvard College de 1891 à 1902 et doyen de la faculté des Arts et des Sciences de Harvard de 1902 à 1925. En 1883, Briggs épouse Mary Frances de Quedville, originaire de Cambridge. Le couple a trois enfants.

## Présidence du collège Radcliffe
En 1903, Briggs succède à la cofondatrice Elizabeth Cary Agassiz en tant que deuxième président du Radcliffe College, fondé sous le nom de Society for the Collegiate Instruction of Women en 1882 avant de devenir Radcliffe College en 1894. Durant sa présidence, le collège achète le domaine Greenleaf et construit cinq nouveaux dortoirs. Le nombre d'étudiants passe d'environ 500 en 1903 à plus de 700 en 1923. La diversité géographique des étudiants augmente, le nombre d'étudiants non-originaires du Massachusetts passant de 19 % en 1903 à 33 % en 1923.
Il est président pendant vingt ans, jusqu'en 1923 date à laquelle il a été remplacé par Ada Comstock. Avant que Briggs ne quitte ses fonctions, Radcliffe demande à devenir un collège pour femmes au sein de Harvard, mais cette requête est refusée. Dans son dernier rapport présidentiel, Briggs constate : « Je pense qu'à terme, Radcliffe deviendra une université pour femmes à Harvard, mais qu'aucune des deux institutions n'est encore préparée à une telle union. ».
Il publie le roman Men, Women And Colleges, en 1925, après sa retraite.
Briggs meurt le 24 avril 1934 à Milwaukee, dans le Wisconsin. Il est inhumé au cimetière d'Oak Grove à Plymouth,.

## Postérité
La résidence LeBaron Briggs House porte son nom, ainsi que Briggs Hall à la Cabot House de Harvard. Il reçoit des doctorats honoris causa de Harvard, Yale, Western Reserve University et Lafayette University.
Le Liberty ship LeBaron Russell Briggs porte aussi son nom,.